# Xã Gordon, Quận Cavalier, Bắc Dakota
Xã Gordon (tiếng Anh: Gordon Township) là một xã thuộc quận Cavalier, tiểu bang Bắc Dakota, Hoa Kỳ. Năm 2010, dân số của xã này là 11 người.